# Malcolm Miller
Malcolm Miller (nascido em 6 de março de 1993) é um americano jogador de basquete profissional que joga no Toronto Raptors da National Basketball Association (NBA).

## Carreira do ensino médio
Miller frequentou a Gaithersburg High School, onde atuou como capitão de equipe durante as suas duas últimas temporadas. Ele teve médias de 13,1 pontos, 7,5 rebotes, 2,8 assistências, 2,6 bloqueios e 1,4 roubos de bola por jogo em seu último ano, sendo classificado como um dos 500 maiores jogadores do país pela HoopScoop.

## Carreira universitária
Em quatro anos em Holy Cross, Miller somou 1.013 pontos, 532 rebotes, 164 assistências, 143 tocos e 93 roubadas de bolas, ocupando o terceiro lugar em bloqueios e o sexto lugar em mais jogos como titular (93).
Em seu último ano, Miller teve uma média de 14,5 pontos, 4,9 rebotes, 1,6 bloqueios, 1,3 roubadas de bola e 1,2 assistências por jogo. Ele terminou a temporada em segundo lugar na Patriot League em bloqueios, quarto em percentual de lances livres, sétimo em roubadas de bola, oitavo em pontos e 15º em rebotes. Miller liderou a equipe 13 vezes em pontuação e rebote naquele ano, enquanto além de ter 25 duplos-duplos.

## Carreira profissional

### Maine Red Claws (2015–2016)
Depois de não ter sido selecionado no Draft da NBA de 2015, Miller se juntou ao Boston Celtics para a Summer League de 2015 e teve médias de 4,0 pontos e 1,3 rebotes em 12,1 minutos por jogo.
Em 25 de setembro de 2015, ele assinou com os Celtics. No entanto, ele foi dispensado em 20 de outubro depois de jogar em apenas um jogo de pré-temporada.
Em 31 de outubro, ele foi adquirido pelo Maine Red Claws da G-League da NBA.

### Alba Berlin (2016–2017)
Em 27 de julho de 2016, Miller assinou contrato com o Alba Berlin da Bundesliga e da EuroCup.

### Toronto Raptors (2017–2018)
Na temporada de 2017-18, Miller assinou com o Toronto Raptors da NBA como o primeiro ganhador do contrato de duas vias da equipe. Ele passaria a maior parte da temporada com o Raptors 905 da G-League. Ele fez sua estreia na NBA em 4 de março de 2018 contra o Charlotte Hornets.

### Raptores 905 (2018-19)
Em 23 de outubro de 2018, Miller foi incluído na lista de treinamento do Raptors 905.

### Segunda passagem em Toronto (2019 – Presente)
Em 10 de fevereiro de 2019, Miller assinou o seu segundo período com o Toronto Raptors. Miller ganhou um título com os Raptors depois de derrotar o Golden State Warriors nas finais da NBA de 2019.

## Estatísticas

### Temporada regular
| Ano      | Time     | PJ | MPJ | AP   | 3P   | LL    | RT  | AS | BR | TO | PPJ |
| -------- | -------- | -- | --- | ---- | ---- | ----- | --- | -- | -- | -- | --- |
| 2017–18  | Toronto  | 15 | 8.4 | .464 | .381 | 1.000 | 1.0 | .2 | .1 | .1 | 2.5 |
| 2018–19  | Toronto  | 10 | 6.7 | .423 | .476 | .750  | .5  | .1 | .1 | .1 | 3.5 |
| Carreira | Carreira | 25 | 7.7 | .444 | .429 | .875  | .8  | .2 | .1 | .1 | 2.9 |

### Playoffs
| Ano      | Time     | PJ | MPJ | AP   | 3P   | LL   | RT | AS | BR | TO | PPJ |
| -------- | -------- | -- | --- | ---- | ---- | ---- | -- | -- | -- | -- | --- |
| 2019     | Toronto  | 10 | 2.8 | .250 | .167 | .750 | .5 | .1 | .0 | .1 | .8  |
| Carreira | Carreira | 10 | 2.8 | .250 | .167 | .750 | .5 | .1 | .0 | .1 | .8  |

Fonte: